# Citrus Springs
Citrus Springs – jednostka osadnicza w Stanach Zjednoczonych, w stanie Floryda, w hrabstwie Citrus.